# ECHL All-Star Game
Das ECHL All-Star Game (auch ECHL All-Star Classic) ist ein Eishockey-Freundschaftsspiel der besten und beliebtesten Spieler der nordamerikanischen Profiliga ECHL, das erstmals im Jahr 1993 ausgetragen wurde. Im üblichen Format treten meist zwei Teams der beiden ECHL-Conferences gegeneinander an, dieses Format wurde seither allerdings mehrmals geändert.
Die Startformationen werden von Spielern, Trainern und Offiziellen vor dem All-Star Game per Abstimmverfahren gewählt. Als Trainer dienen üblicherweise die Cheftrainer der beiden Mannschaften, die zum Zeitpunkt der Bekanntgebung der beiden All-Star-Mannschaften mit ihren Teams die jeweilige Conference anführen. Wie beim NHL All-Star Game und dem AHL All-Star Classic gibt es auch beim ECHL All-Star Game eine Skill Competition vor dem eigentlichen Spiel, bei der die Spieler ihre einzelnen Fähigkeiten – wie Schnelligkeit, Schusskraft und Schusspräzision – miteinander vergleichen.

## Geschichte
Das erste ECHL All-Star Game wurde 1993 veranstaltet, als in Wheeling im US-Bundesstaat West Virginia ein Team der East Division auf ein Team der West Division traf und der Osten das Spiel mit 7:3 gewann. Darren Schwartz, der vier Punkte erzielt hatte, wurde zum ersten MVP des All-Star Game gewählt. Ein Jahr später wurde die Serie East Division vs. West Division im Norfolk Scope fortgesetzt und der Westen gewann das Spiel knapp mit 7:6. Mit Joe Cook und Cory Cadden wurden erstmals zwei Spieler als MVP ausgezeichnet. John Brophy von den Hampton Roads Admirals war Cheftrainer bei den ersten zwei All-Star Games und Doug Sauter stand sogar allen bei den drei ersten Austragungen an der Bande. 1996 wurde das Format des Spiels erstmals geändert, als das Team der North Division im Tallahassee-Leon County Civic Center auf dasjenige der South Division traf. Ein Jahr später wurde ein Novum in der Historie der Liga aufgestellt, als nicht wie üblich zwei Teams der Divisionen aufeinander trafen. Die gastgebenden Charlotte Checkers stellten anhand einer Auswahl Spieler, die allerdings überwiegend nicht ihrem Kader angehörten, sondern aus allen Teams der Liga zusammengestellt wurden, eine Mannschaft, die auf die ECHL All-Stars traf und das Spiel mit 7:6 gewann.
Wiederum ein Jahr später traf eine Canada All-Stars Auswahl auf die Mannschaft der USA/World. Das Spiel wurde im Cajundome, dem Heimstadion der Louisiana IceGators, in Lafayette im US-Bundesstaat Louisiana ausgetragen, vor einer Rekordkulisse von 11.493 Zuschauern. Ab 1998 wurde das Format Northern Conference vs. Southern Conference eingeführt, welches in den folgenden Jahren bis auf wenige Ausnahmen soweit Bestand hatte. Das All-Star Game 2010 setzte mit 19 Toren eine neue Rekordmarke, außerdem wurde das Spiel erstmals mittels Shootout entschieden.
Für das am 26. Januar 2011 angesetzte All-Star Game wurde auf das Format und die Idee von 1997 zurückgegriffen. Mit den Bakersfield Condors trat erst zum zweiten Mal in der Geschichte des Spiels eine Mannschaft aus der Liga an und traf wie die Charlotte Checkers 14 Jahre zuvor auf die ECHL All-Stars. Diesmal entschieden die All-Stars das Spiel klar für sich und gewannen mit 9:3. Vor 7392 Zuschauern in der Rabobank Arena in Bakersfield erzielte Mark Arcobello drei Tore und wurde zum MVP gewählt. Nachdem im Verlauf der Saison 2011/12 erstmals in der ECHL-Geschichte kein All-Star Game ausgetragen worden war, erhielten die Colorado Eagles für die Austragung am 23. Januar 2013 während der 25-jährigen Jubiläumsspielzeit der Liga den Zuschlag für die Austragung des Events.
Im Rahmen des All-Star Game erfolgt seit 2008 die Aufnahme der neuen Mitglieder in die seitdem bestehende ECHL Hall of Fame.

## Rekorde
Chris Valicevic ist mit sieben Einsätzen der Rekordteilnehmer beim ECHL All-Star Game. Nachdem er 1994 erstmals teilgenommen hatte, war er von 1996 bis 2001 durchgehend im Einsatz. Luke Curtin war fünffacher Teilnehmer beim All-Star Game, Scott Burfoot und Tom Nemeth waren viermal bei diesem Anlass im Einsatz. Darren Schwartz erzielte insgesamt sechs Tore bei seinen drei Teilnahmen und ist in dieser Kategorie führend.
Andy MacIntyre traf 1998 für die Canada All-Stars viermal ins Tor und hält die Bestmarke für die meisten Tore eines Spielers in einem Spiel. Scott Burfoot erzielte mit sieben Assists bei allen Teilnahmen die meisten. Darren Schwartz kam auf neun Punkte bei seinen drei Teilnahmen und hält den Karriererekord für die meisten Scorerpunkte. Ash Goldie gelang es 2008 als bisher einzigen Spieler sechs Punkte in einem Spiel zu erzielen. Scott Stirling ist der bisher einzige Torwart, der an drei All-Star Games teilnahm. Brad Mullahy parierte 1994 in einem Spiel 38 Schüsse und hält den Rekord für die meisten Saves.

## Austragungen
| Jahr | Sieger              | Ergebnis          | Verlierer              | All-Star Game MVP                | Austragungsort                       | Gastgeber                |
| ---- | ------------------- | ----------------- | ---------------------- | -------------------------------- | ------------------------------------ | ------------------------ |
| 1993 | East Division       | 7:3               | West Division          | Darren Schwartz                  | Wheeling Civic Center                | Wheeling Thunderbirds    |
| 1994 | West Division       | 7:6               | East Division          | Joe Cook Cory Cadden             | Norfolk Scope                        | Hampton Roads Admirals   |
| 1995 | West Division       | 6:5               | East Division          | Jay Neal                         | Greensboro Coliseum                  | Greensboro Monarchs      |
| 1996 | North Division      | 10:7              | South Division         | Don Parsons                      | Tallahassee-Leon County Civic Center | Tallahassee Tiger Sharks |
| 1997 | Charlotte Checkers  | 7:6               | ECHL All-Stars         | Andrei Baschkirow David Brosseau | Independence Arena                   | Charlotte Checkers       |
| 1998 | Canada All-Stars    | 11:7              | USA/World All-Stars    | Andy MacIntyre                   | Cajundome                            | Louisiana IceGators      |
| 1999 | Southern Conference | 7:4               | Northern Conference    | Jason Elders                     | Mississippi Coast Coliseum           | Mississippi Sea Wolves   |
| 2000 | Northern Conference | 8:6               | Southern Conference    | Jeff Mitchell                    | BI-LO Center                         | Greenville Grrrowl       |
| 2001 | Southern Conference | 9:5               | Northern Conference    | Jonas Soling                     | Alltel Arena                         | Arkansas RiverBlades     |
| 2002 | Southern Conference | 7:6               | Northern Conference    | Allan Sirois                     | Sovereign Bank Arena                 | Trenton Titans           |
| 2003 | Northern Conference | 8:2               | Southern Conference    | Scott Stirling                   | Teco Arena                           | Florida Everblades       |
| 2004 | Eastern Conference  | 7:6               | Western Conference     | Randy Rowe                       | Carver Arena                         | Peoria Rivermen          |
| 2005 | National Conference | 6:2               | American Conference    | Frank Doyle                      | Sovereign Center                     | Reading Royals           |
| 2006 | National Conference | 7:6               | American Conference    | Luke Curtin                      | Save Mart Center                     | Fresno Falcons           |
| 2007 | American Conference | 6:3               | National Conference    | Adam Berkhoel                    | Qwest Arena                          | Idaho Steelheads         |
| 2008 | National Conference | 10:7              | American Conference    | Ash Goldie                       | Stockton Arena                       | Stockton Thunder         |
| 2009 | American Conference | 11:5              | National Conference    | Matthew Ford                     | Sovereign Center                     | Reading Royals           |
| 2010 | American Conference | 10:9 (SO)         | National Conference    | Evan Barlow                      | Citizens Business Bank Arena         | Ontario Reign            |
| 2011 | ECHL All-Stars      | 9:3               | Bakersfield Condors    | Mark Arcobello                   | Rabobank Arena                       | Bakersfield Condors      |
| 2012 | nicht ausgetragen   | nicht ausgetragen | nicht ausgetragen      | nicht ausgetragen                | nicht ausgetragen                    | nicht ausgetragen        |
| 2013 | ECHL All-Stars      | 7:3               | Colorado Eagles        | Ryan Zapolski                    | Budweiser Events Center              | Colorado Eagles          |
| 2014 | nicht ausgetragen   | nicht ausgetragen | nicht ausgetragen      | nicht ausgetragen                | nicht ausgetragen                    | nicht ausgetragen        |
| 2015 | ECHL All-Stars      | 8:4               | Orlando Solar Bears    | Myles Bell                       | Amway Center                         | Orlando Solar Bears      |
| 2016 | nicht ausgetragen   | nicht ausgetragen | nicht ausgetragen      | nicht ausgetragen                | nicht ausgetragen                    | nicht ausgetragen        |
| 2017 | ECHL All-Stars      | 8:7               | Adirondack Thunder     | Matt Garbowsky                   | Glens Falls Civic Center             | Adirondack Thunder       |
| 2018 | Mountain Division   | 6:5 (SO)          | South Division         | Taylor Cammarata                 | Indiana Farmers Coliseum             | Indy Fuel                |
| 2019 | Eastern Conference  | 2:1 (SO)          | Team Fins              | David Pacan                      | Huntington Center                    | Toledo Walleye           |
| 2020 | Eastern Conference  | 4:2               | Western Conference     | Logan Roe                        | Intrust Bank Arena                   | Wichita Thunder          |
| 2021 | nicht ausgetragen   | nicht ausgetragen | nicht ausgetragen      | nicht ausgetragen                | nicht ausgetragen                    | nicht ausgetragen        |
| 2022 | ECHL All-Stars      | 14:7              | Jacksonville Icemen    | Marcus Crawford                  | VyStar Veterans Memorial Arena       | Jacksonville Icemen      |
| 2023 | Destroyers          | 2:0               | Western Conference     | Griffin Lunn                     | Norfolk Scope                        | Norfolk Admirals         |
| 2024 | ECHL All-Stars      | 18:11             | Savannah Ghost Pirates | Mitchell Fossier                 | Enmarket Arena                       | Savannah Ghost Pirates   |
| 2025 | nicht ausgetragen   | nicht ausgetragen | nicht ausgetragen      | nicht ausgetragen                | nicht ausgetragen                    | nicht ausgetragen        |
| 2026 |                     |                   |                        |                                  | Credit Union of Texas Event Center   | Allen Americans          |